# Соціататя Гімнастика (Сібіу)
«Соціататя Гімнастика» Сібіу (рум. Societatea Gimnastică Sibiu) — колишній румунський футбольний клуб із Сібіу, що існував у 1919—1945 роках.

## Досягнення
- Ліга I
  - Віце-чемпіон: 1930–31
- Ліга II
  - Переможець (Серія IV): 1934–35.